# 滋賀県立虎姫高等学校新聞部
滋賀県立虎姫高等学校新聞部（しがけんりつ とらひめこうとうがっこう しんぶんぶ）は、滋賀県立虎姫高等学校に属する部活動（2016年に同好会、2017年に新聞部として再創部）。
2019年以来、全国高等学校総合文化祭（新聞部門）で最優秀賞を7年連続で受賞。

## 概要
A4版、4〜8ページの定期新聞「虎姫高校新聞」を年8回発行している。 県内の高校新聞はタブロイド判が主流であるが、予算が乏しく、学校の印刷機を活用するため、復刊2号からA4版で発行している。  また、夏休みは取材の機会が多いことから毎年10月に発行する号は増ページで制作している 。他には、主に校内に掲示する不定期速報紙「にゅーとら!」を年100回程度発行している。  A4版1ページで、部活動の試合結果や文化祭における各クラスの発表内容など、主として校内の出来事を伝える媒体である。
企画を考えるところから取材、撮影、執筆、レイアウトまでをすべて生徒が行なっている。 企画会議では、部員が「やりたい」と提案した企画は極力却下しない方針をとり、アイデアを組み合わして部員の意見を生かしている。 紙面では、校内のニュースのみならず、 地元の話題や歴史、身近な社会問題なども取り上げている。紙面は雑誌風であり、記事にはできるだけ生徒の名前や顔写真にクラス名を入れるようにし、インタビューを多く取り入れ、写真を多用し、読みやすいレイアウトを心がけているという。
取材活動は著名人に行うときもある。過去に滋賀県知事の三日月大造、滋賀県長浜市の「長浜声の観光大使」を務める声優の山口勝平、長浜市木之本でトークショーをしたお笑い芸人の西野亮廣などに行っている。

## 歴史
虎姫高校における新聞刊行の歴史は1949年（昭和24年）に遡る。1948年（昭和23年）に新制虎姫高等学校として開校したばかりであった同校は、人口10万人に1校という県の方針により伊香高校と統合され、1949年からは湖北高等学校虎姫校舎となった。統合校の生徒会は機関紙『湖北高校新聞』の刊行を決定、1949年7月18日に最初の号が発行された。新聞は10キロ離れた伊香校舎とを結ぶ存在となった。しかし地理的に離れた両校舎を均等に扱った新聞の定期刊行には困難があり、虎姫側は独自に号外を発行したり、『虎姫版』の定期刊行を始めたりした。1951年（昭和26年）に2校舎が分離され、虎姫高校として再開校すると、1951年5月21日発行の第16号から『虎姫高校新聞』と改名した。以降はこの紙名で発行が続き、1969年（昭和44年）6月16日には第100号を発行した。
しかし、この時点で部員不足が課題であった。その後も発行は続いていたものの、125号で休刊となり、3年が経過した。1980年に復刊し126号が発行されたものの、1992年3月の145号で再び発刊が途絶えた。
2016年春、彦根東高で新聞部を長年指導していた教諭の鈴木真由美が虎姫高校に赴任、5月に新聞同好会が発足した。7月から取り組んだのは速報版「にゅーとら！」の発行であった。学園祭の発表内容を紹介した速報は反響が大きく、その年の発表には前年に比べて多くの生徒が集まった。
7月20日には本紙が復刊、当時は1991年7月発行の143号が最終号だと考えられていたことから、144号として発行されたが、1992年3月の145号まで発行されていたことが後に判明した。翌年、新聞部となった。
2019年７月21日から８月１日に開催された第43回全国高等学校総合文化祭(新聞部門)の年間紙面審査賞で初の最優秀賞を受賞した。2023年10月には、県新聞コンテストにて、前年まで43回連続で彦根東高が受賞していた最優秀の知事賞に選ばれた。

## 新聞作成以外の活動

### 創造力無限大 高校生ビジネスプラン・グランプリ
2021年から株式会社日本政策金融公庫が主催する「創造力無限大 高校生ビジネスプラン・グランプリ」に出場している。
- 第9回大会 (2021年度) プラン名「なくならず、転がらない！完璧な消しゴムカバーでMLGsを推進！」(ベスト100受賞)[17][18]
  - 持続可能な開発目標「SDGs」の滋賀県版「MLGs（マザーレイクゴールズ）[19]」の普及を図るため、消しゴムカバーやクリップ、ノートは、MLGsのゴールをイメージした13の色を使うことを提案したプラン。 短くなった消しゴムの紙を破るのが面倒という部員の発想から、薄いゴムカバーで包むことを提案。カバーを繰り返し使うことでごみを減らすことが可能。また、カバーに鉄粉を入れ、磁石が付いたクリップにつけることで消しゴムが転がらずになくなりにくくなるとした。クリップは琵琶湖の形。

- 第10回大会 (2022年度) プラン名「 めざせ資源の地産地消！お米でできたプラ製品で地域の魅力を発信」(ベスト100受賞)[20][21]
  - 米を精製する際に発生するクズ米を原料に含むプラスチック、ライスレジン[22]を用いたプラン。「虎姫高校新聞」の企画の「歴史シリーズ」で掲載されている地域ゆかりの武将をイケメン風にしたイラストをライスレジンで作られた文房具のデザインとして使う。クズ米は地元農協から仕入れクズ米の廃棄を減らしながら地域の魅力をPRするというもの。

### クリアファイル製作
部員が考案したライスレジンを原料とし、石田三成など地元ゆかりの武将のイラストをあしらったクリアファイルを製作している。完成したファイルは米のような甘い香りがし、柔らかさがあるという。第10回「創造力無限大 高校生ビジネスプラン・グランプ」(2022年度)で提示した企画のアイデアを「実際に作りたい」という部員の声があり交流があった業者などの協力を受けて、商品化に至った。ファイルは滋賀県長浜市小谷郡の小谷城戦国歴史資料館で2023年5月1日から販売されている。

### 浅井三姉妹の地元伝承
小谷城落城後の浅井3姉妹について、通説とは異なる地元の伝承を取材し、「虎姫高校新聞」の第203号にまとめた。通説ではお市の方と3姉妹は落城時、織田方の武将に救出され、お市が柴田勝家に再嫁するまで、岐阜城で暮らしたとされる。一方、地元の伝承では3姉妹は見久尼に育てられ、地元の農民との交流もあったとされている。また、新聞部は2023年10月14日、長浜市の湖北文化ホールで行われた小谷城戦国歴史資料館主催「小谷城築城500年記念連続講座」の第4回講座にて、まとめた伝承について発表した。

### イベント出展
- 「近世城下町ふるさとまつり」(2018年度、2019年度)に出展[25]。
- 「SDGs全国フォーラム2022滋賀・琵琶湖」(2022年11月12日開催)に出展[26][27][28]。また、部員が教育系YouTuberの葉一らとのオンライン座談会に登壇した[29]。
- 「環境にやさしい日フェア」(2023年3月12日開催)に出展[30]。

## 受賞
- 滋賀県高等学校学校新聞コンテスト

2016年度 - 2022年度 優秀賞・教育長賞　　
2023年度 - 2024年度 最優秀賞・知事賞
- 全国高校新聞コンクール : 優秀賞 (2017年度、2018年度)[31][32]
- 全国インターハイ新聞コンクール : 2017年度 奨励賞
- 全国高等学校総合文化祭（新聞部門）年間紙面審査賞

2017年度 奨励賞
2018年度 優秀賞
2019年度 - 2025年度 最優秀賞
- 創造力無限大 高校生ビジネスプラン・グランプリ：ベスト100（2021年度、2022年度）[17][18]
- 地方創生☆政策アイデアコンテスト2023 : 近畿経済産業局長賞[39]
- 高校生ボランティア・アワード : 2024年度 全国大会出場
- SDGsQUESTみらい甲子園 関西エリア大会 2023年度 ファイナリスト 2024年度 BLUEVプロジェクト賞
- 全国高校新聞コンテスト : 2024年度 銀賞[40]